# Soja (Okayama)
Soja (Japans: 総社市, Sōja-shi) is een stad in de Japanse prefectuur Okayama. Begin 2014 telde de stad 66.364 inwoners.

## Geschiedenis
Op 31 mei 1954 kreeg Soja het statuut van stad (shi). In 2005 werden de dorpen Yamate (山手村) en Kiyone (清音村 ) toegevoegd aan de stad.

## Geboren
- Ryutaro Hashimoto (1937-2006), premier van Japan (1996-1998)

## Partnersteden
- Chino, Japan sinds 1984

Steden:
Akaiwa · Asakuchi · Bizen · Ibara · Kasaoka · Kurashiki · Maniwa · Mimasaka · Niimi · Okayama (hoofdstad) · Setouchi · Soja · Takahashi · Tamano · Tsuyama

Districten:
Aida · Asakuchi · Kaga · Katsuta · Kume · Maniwa · Oda · Tomata · Tsukubo · Wake
Gemeenten per district